# Al Franken

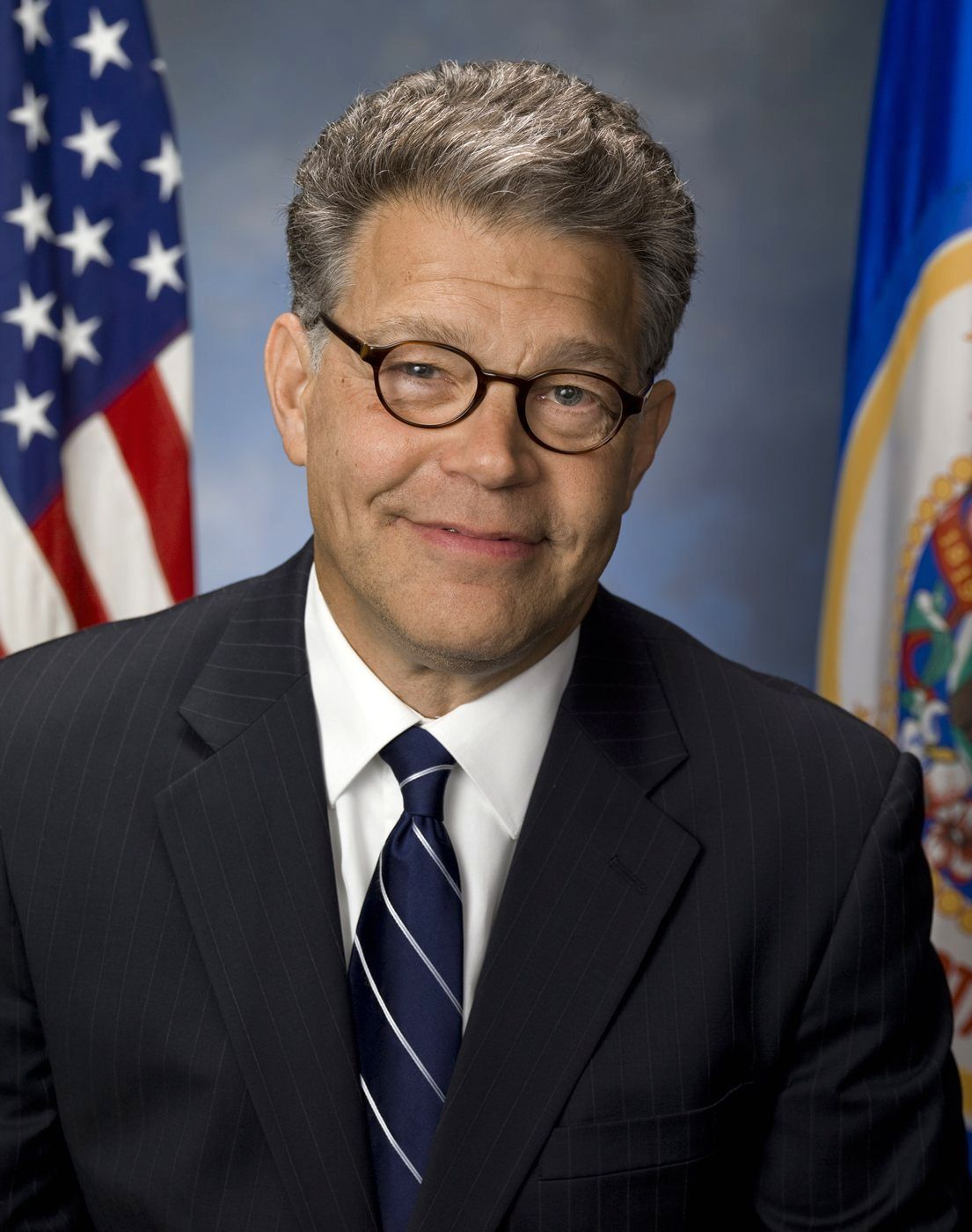
Al Franken
(offizielles Senatsfoto), vor 2010

Alan Stuart „Al“ Franken (* 21. Mai 1951 in New York City) ist ein amerikanischer Komiker, Radiomoderator und Politiker der Demokraten. Als Autor und Castmitglied bei Saturday Night Live zwischen 1975 und 1995 wurde er populär und ebnete linker Politik ab den 1990er Jahren den Weg in die Popkultur. Ab den 2000er Jahren war er einflussreicher politischer Kommentator, unter anderem als Talkradio-Moderator. Von Juli 2009 bis Januar 2018 gehörte er für den Bundesstaat Minnesota dem Senat der Vereinigten Staaten an. Er trat nach Belästigungsvorwürfen zurück.

## Familie und Ausbildung
Al Franken ist der jüngere von zwei Söhnen von Phoebe Kunst und Joseph Franken, die dem Reformjudentum angehörten. Seine Großeltern väterlicherseits waren aus Deutschland eingewandert, mütterlicherseits aus Belarus. Die Familie zog aus New York in eine Kleinstadt nach Minnesota, als Al Franken vier Jahre alt war, wo der Vater in der Kiltherstellung seines Schwiegervaters mitarbeitete. Zwei Jahre später zog die Familie nach St. Louis Park, einen Vorort von Minneapolis, wo der Vater als Druckereivertreter und die Mutter als Immobilienmaklerin arbeiteten. In dem Vorort war etwa ein Fünftel der Einwohner jüdisch; unter anderem wuchsen dort auch der Journalist Thomas L. Friedman, der Politikwissenschaftler Norman Ornstein und die Regisseure Ethan und Joel Coen auf. In Frankens Familie wurde viel über Politik gesprochen; seine Mutter war Demokratin, sein Vater hatte die Republikaner gewählt, bis ihn die Präsidentschaftskandidatur Barry Goldwaters 1964 abgestoßen hatte; seitdem wählte auch er bis zu seinem Tod 1993 immer die Demokraten. Mit seinen Söhnen schaute er regelmäßig Comedysendungen im Fernsehen, was Al Franken später als prägend bezeichnete. Franken besuchte die Blake School, eine private Highschool, und schloss das Studium der Verhaltensforschung an der Harvard University 1973 mit dem Bachelorgrad cum laude ab.
In Harvard lernte Franken seine spätere Frau Fanni kennen, die aus Maine stammte und sich als überzeugte Anhängerin der Demokraten für sozial Schwache einsetzte. Sie heirateten 1976 und haben eine Tochter und einen Sohn.

## Autor und Journalist
Franken arbeitete zuerst in der Unterhaltungsbranche. Nach seinem Studium machte er für zwei Jahre in Los Angeles politische Stand-up-Comedy mit seinem Schulfreund Tom Davis (1952–2012). Als Duo holte sie Lorne Michaels 1975 als Schreiber für die gerade beginnende Comedysendung Saturday Night Live (SNL). Anfangs teilten sie sich einen wöchentlichen Lohn von 350 Dollar. Gemeinsam schrieben sie auch das Drehbuch für den Film One More Saturday Night (1986) und traten in der Sendung Solid Gold und Komödien wie Die Glücksritter (1983) auf. Franken schrieb für SNL von 1975 bis 1980 und von 1985 bis 1995. Seine häufiger werdenden Auftritte als Cast-Mitglied von SNL machten Franken populär. Dabei konsumierte er auch harte Drogen, was er nach dem Tod seines Kollegen John Belushi aufgab. Er verließ die Sendung 1995, nachdem ihm Norm MacDonald für die Besetzung des „Weekend Update“-Anchormanpostens vorgezogen worden war. Anschließend spielte er die Hauptrolle im Film Stuart Stupid – Eine Familie zum Kotzen (1995), in dem er seine SNL-Figur Stuart Smalley weiterführte. Frankens Drehbuch zum Film When a Man Loves a Woman – Eine fast perfekte Liebe (1994), das die Überwindung des Alkoholismus der Ehefrau in einer Familie beschreibt, ist teilweise autobiographisch.

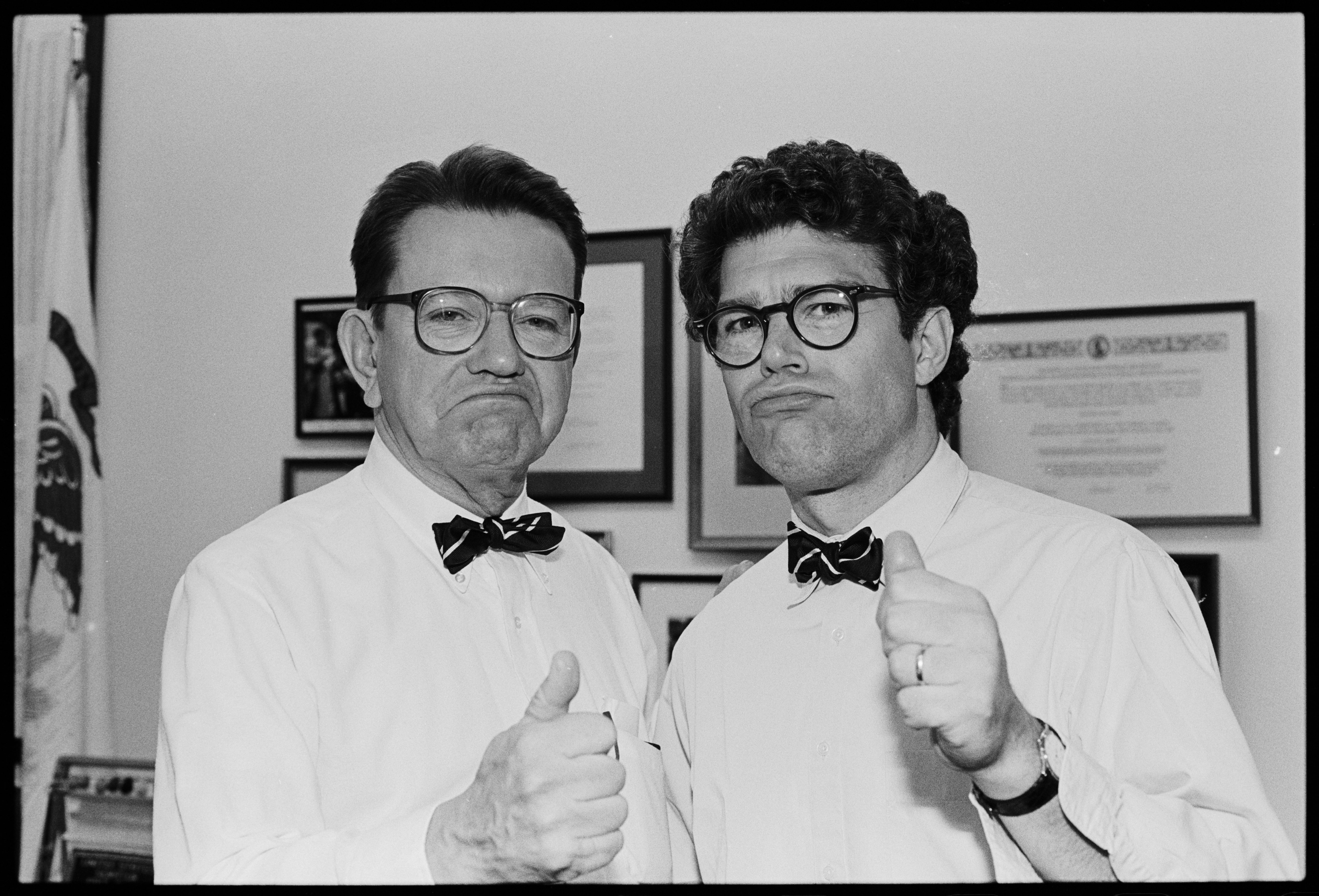
Franken 1991 mit Senator Paul M. Simon

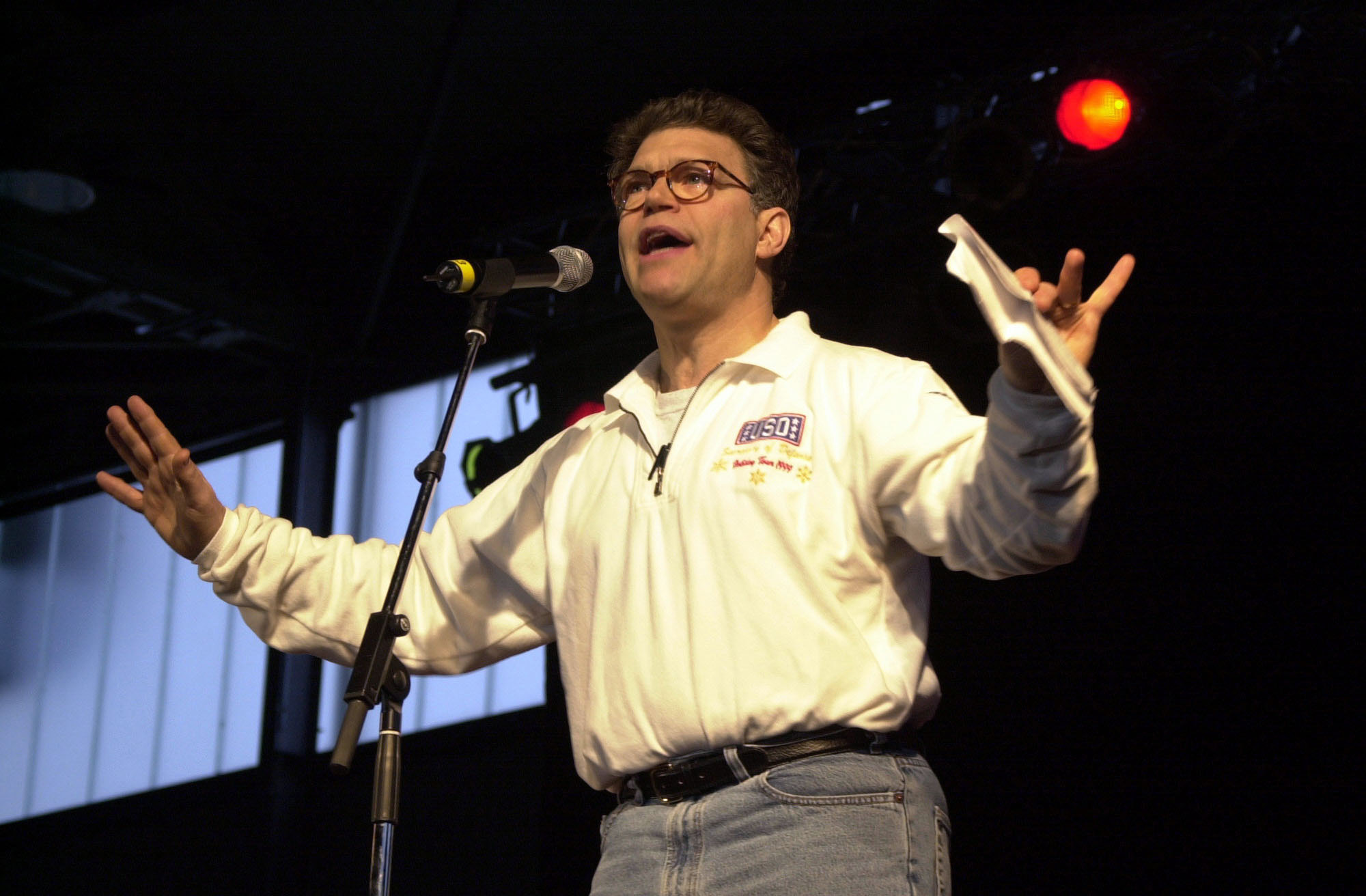
Franken im Dezember 2000 bei einem Truppenbesuch in Ramstein

Franken gilt als Wegbereiter der popkulturellen Verbreitung linker Politik in den Vereinigten Staaten: Mit seiner Sondersendung Indecision 1992 bei Comedy Central zur Präsidentschaftswahl 1992 ebnete er Sendungen wie The Daily Show den Weg. In dieser Sendung gab Norman Ornstein den seriösen Widerpart Frankens, nachdem sich beide bei der Democratic National Convention 1988 kennengelernt hatten. Nach Bill Clintons Wahlsieg 1992 wurden beide Teil des engen Bekanntenkreises des Präsidenten, den Franken für den besten nach dem Zweiten Weltkrieg hält. Franken resümierte später, er habe in den neunziger Jahren die „Gingrich-Revolution“, nämlich die konservative Wende nach den Repräsentantenhauswahl 1994 und die sie begleitenden konservativen Medien, bekämpft, als das noch kein anderer getan habe.
So veröffentlichte er eine Reihe von satirisch-politischen Büchern, von denen drei zu New York Times-Bestsellern wurden, darunter 1996 Rush Limbaugh Is a Big Fat Idiot: And Other Observations. Der Titel seines 2003 veröffentlichten Buches Lies And the Lying Liars who tell them – a fair and balanced look at the right spielt auf den langjährigen Slogan fair and balanced des Fernsehsenders Fox News Channel an. Wie viele andere Kritiker betrachtet Franken Fox News als konservativ und republikanerfreundlich; es betreibe genau das Gegenteil einer fairen und ausgewogenen Berichterstattung. Seine Kritik zielte insbesondere auf die Moderatoren Bill O’Reilly und Sean Hannity sowie die Autorin Ann Coulter. Eine Klage des Senders gegen Franken wegen dieses Buchtitels wurde abgewiesen. Mit dem Buch wurde Franken zu einem der führenden linken Politikkommentatoren.
Ab März 2004 moderierte er The Al Franken Show auf dem von ihm mitgegründeten Radionetzwerk Air America Radio (AAR), das bis zum Konkurs 2010 mit über hundert Sendern das bedeutendste Netzwerk für linksliberale und progressive Radio-Talkshows in den sonst von konservativen Talkradios geprägten Vereinigten Staaten war. Als Franken im März 2004 bei einer Veranstaltung des progressiven demokratischen Präsidentschaftskandidaten Howard Dean in eine Schlägerei mit einem ständigen Zwischenrufer geriet, ging die Nachricht um die Welt. Ende 2005 zog Franken mit seiner Frau nach Minnesota zurück und gründete das Political Action Committee Midwest Values, das für demokratische Kandidaten Spenden sammelte.

## Politische Laufbahn
Am 14. Februar 2007 kündigte Franken in der Verabschiedung während seiner letzten Radiosendung an, in Minnesota für einen Sitz im Senat der Vereinigten Staaten zu kandidieren. Den Anstoß dazu hatte der bisherige republikanische Senator Norm Coleman gegeben, der sich im Jahr 2003 und wenige Monate nach dem Tod seines Vorgängers, des Linksliberalen Paul Wellstone, selbst als eine „Verbesserung gegenüber Wellstone um 99 Prozent“ bezeichnet hatte. Seine Entscheidung zur Kandidatur fällte er laut eigenen Angaben im Dezember 2006 bei einem Besuch der US-Truppen im Irak für die United Service Organizations.

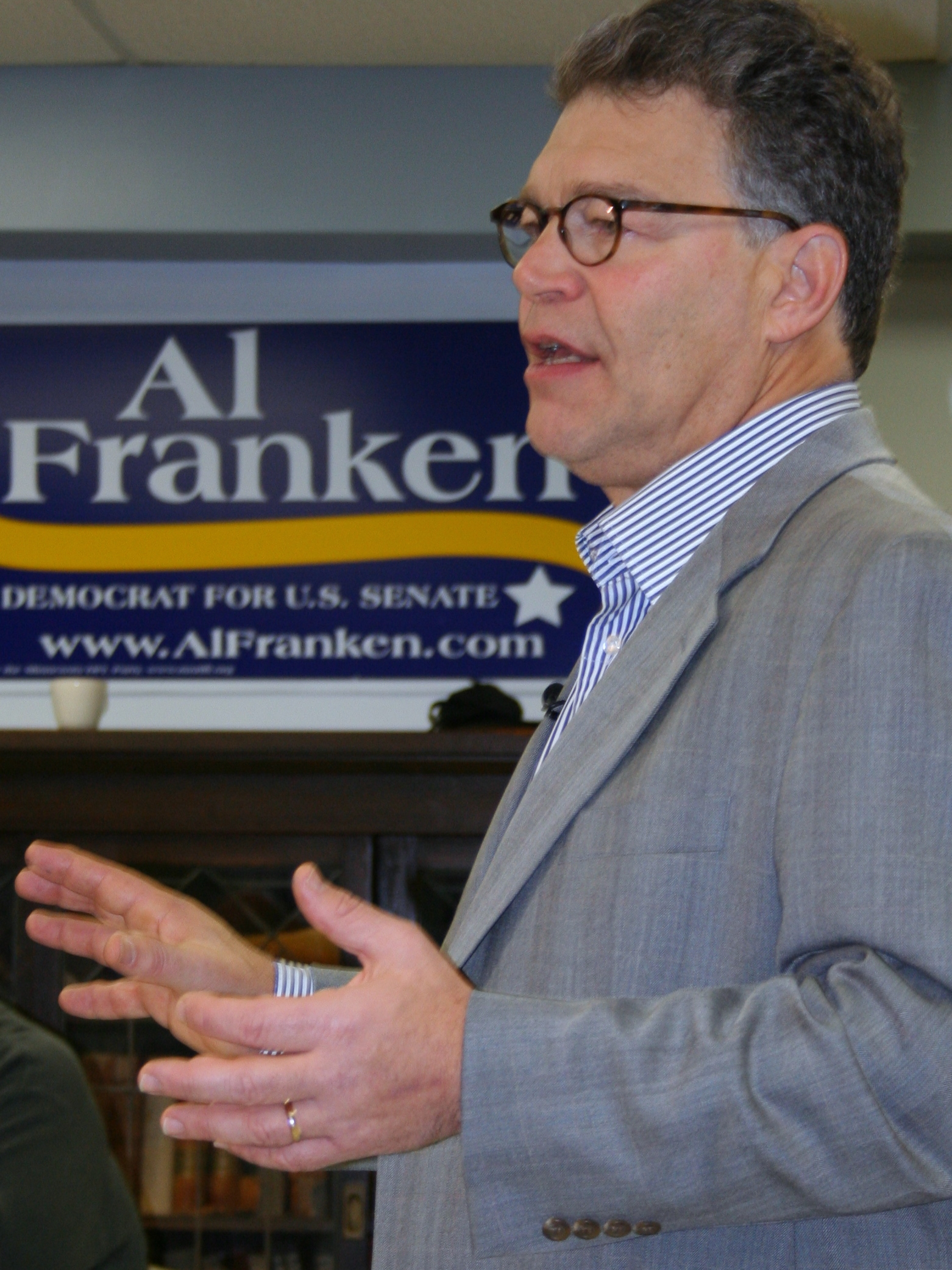
Franken beim Senatswahlkampf in Rochester

Im Juni 2008 wurde Franken in der parteiinternen Vorwahl mit 65 Prozent der Stimmen zum Kandidaten der Demokraten in Minnesota (DFL) gekürt; seine teilweise freizügigen früheren Äußerungen und Texte wurden ihm im Wahlkampf zum Vorwurf gemacht. Nach einem erbittert und hart geführten Wahlkampf – Franken hatte 20 Millionen Dollar eingeworben, mehr als jeder andere Herausforderer in diesem Senatswahljahr – trennten Franken und Coleman bei der Hauptwahl im November nur wenige hundert Stimmen, was nach den Bestimmungen in Minnesota eine langwierige Neuauszählung der Stimmen notwendig machte. Diese ergab einen Vorsprung Frankens von 225 Stimmen, woraufhin Coleman Rechtsmittel einlegte. Die Überprüfung durch ein Bezirksgericht und die Wertung zusätzlicher Briefwählerstimmen ergaben einen Vorsprung Frankens von 312 Stimmen. Nachdem der Oberste Gerichtshof Minnesotas dieses Ergebnis am 30. Juni 2009 bestätigt hatte, erklärte Coleman den Verzicht auf weitere Rechtsmittel und gratulierte Franken zu seinem Wahlsieg. Nach der Unterzeichnung des Beglaubigungsschreibens durch Gouverneur Tim Pawlenty wurde Franken am 7. Juli 2009 vereidigt. Er hielt dabei die Hand auf der Bibel seines „politischen Helden“ Wellstone.
Mit Frankens Mandatsübernahme erreichten die Demokraten für einige Monate eine sogenannte „Supermehrheit“ („supermajority“) von 60 Senatssitzen, die Filibuster zu verhindern half und die Verabschiedung von Obamacare ermöglichte. Bei seiner Wiederwahl 2014 erreichte er mit 53 zu 43 Prozent der Stimmen einen deutlichen Abstand gegen seinen republikanischen Herausforderer Mike McFadden. Im Senat gehörte Al Franken dem Gesundheits-, Bildungs- und Arbeitsausschuss, dem Justizausschuss sowie dem Ausschuss für Indianerangelegenheiten an. Trotz seiner Frontstellung gegen die Republikaner als Partei baute Franken persönliche Beziehungen zu einigen konservativen Senatoren auf; so zählt er Jeff Sessions zu seinen Freunden und nahm mit Orrin Hatch gemeinsam einen Countrysong auf.
Am 5. August 2010 sorgte Franken als Sitzungsleiter für einen kleinen Eklat, als er die Ausführungen Mitch McConnells, des damaligen Minderheitsführers der Republikaner, zur Nominierung Elena Kagans für den Supreme Court mit Gesten und Grimassen kommentierte. McConnell erklärte ihm gegenüber später: „Das hier ist nicht Saturday Night Live, Al.“ Franken räumte in einer handgeschriebenen Entschuldigung ein, McConnell habe das Recht, dass ein der Sitzung vorstehender Senator seiner Rede respektvoll zuhöre. Franken erarbeitete sich in den folgenden Jahren den Ruf eines gewissenhaften, versierten Fachpolitikers.
Franken galt während Donald Trumps erster Präsidentschaft als einer der erfolgreichsten Fundraiser der Demokraten und als wichtiger Unterstützer linker Aktivisten gegen die Politik des Weißen Hauses und des Kongresses. Ihm wurden gute Aussichten bescheinigt, Kandidat seiner Partei für die Präsidentschaftswahl in den Vereinigten Staaten 2020 zu werden.

## Belästigungsvorwürfe und Rücktritt
Am 16. November 2017 beschuldigte die frühere Radiomoderatorin Leeann Tweeden Franken, sie im Dezember 2006 bei der Probe für einen gemeinsamen Unterhaltungsauftritt bei US-Truppen (United Service Organizations) gegen ihren Willen geküsst und später unsittlich berührt zu haben, wofür sie ein Foto als Beleg anführte. Der republikanische Mehrheitsführer im Senat Mitch McConnell, Minderheitsführer Charles Schumer und weitere Senatoren beider Parteien forderten eine Untersuchung der Vorwürfe durch den Ethikausschuss. Franken bat um Entschuldigung, gab an, sich anders an den Vorfall zu erinnern und bat selbst um eine entsprechende Untersuchung. Nachdem in den Wochen darauf – im Kontext der #MeToo-Debatte und weiterer Belästigungsvorwürfe gegen andere Spitzenpolitiker – sechs weitere Frauen von sexuellen Übergriffen Frankens berichtet hatten, forderten Anfang Dezember 32 seiner 48 Parteikollegen im Senat Frankens Rückzug, zuerst Kirsten Gillibrand, schließlich auch der Fraktionsvorsitzende und enge Vertraute Frankens, Chuck Schumer.
Franken gab am 7. Dezember 2017 bekannt, in den nächsten Wochen von seinem Mandat im US-Senat zurückzutreten und beharrte darauf, er habe sich nichts zuschulden kommen lassen. Er bezeichnete es als Ironie, dass zugleich Präsident Donald Trump trotz schwererwiegender Vorwürfe im Amt bleibe und möglicherweise bald ein anderer Republikaner, Roy Moore, dem sexueller Missbrauch Minderjähriger vorgeworfen wird, in den Senat einziehe (siehe die außerordentliche Senatswahl in Alabama im Dezember 2017). Während viele Parteikollegen ihr Bedauern ausdrückten, kritisierten einige – wie Catherine Cortez Masto –, dass Franken nicht die Verantwortung für sein Verhalten übernehme. Franken trat am 2. Januar 2018 von seinem Mandat zurück, das seine Parteifreundin Tina Smith am Folgetag übernahm. Franken schrieb im Februar 2018 in einem Dankesbrief an seine Unterstützer, er wisse noch nicht, welche Aufgaben er in Zukunft übernehme. Im Juli 2018 schloss er eine Rückkehr in die Politik nicht aus.

## Positionen
Franken etablierte sich Anfang der 2000er Jahre als einflussreicher politischer Kommentator. Nachdem er anfangs den Irakkrieg zurückhaltend unterstützt hatte, wandte er sich zwei Jahre später gegen ihn, was Gregory Krieg bei CNN.com als paradigmatisch für den allgemeinen Linksschwenk der Demokraten bezeichnet hat. Seinen ersten Senatswahlkampf führte Franken mit den Themen Bildung, Benzinpreissenkung und Einführung einer allgemeinen Krankenversicherung, ein Thema, das er in seiner Senatslaufbahn weiter verfolgte, ebenso wie eine bessere staatliche Fürsorge für Veteranen, benachteiligte Kinder und Amerikanische Ureinwohner.

## Schriften
- I’m Good Enough, I’m Smart Enough, and Doggone It, People Like Me! Daily Affirmations with Stuart Smalley. Dell Books, 1992, ISBN 0-440-50470-8.
- Rush Limbaugh Is a Big Fat Idiot and Other Observations. Delacorte Press, 1996, ISBN 0-385-31474-4.
- Why Not Me? The Inside Story of the Making and Unmaking of the Franken Presidency. Delacorte Press, 1999, ISBN 0-385-31809-X (parodistisches Tagebuch seiner fiktionalen Präsidentschaftskandidatur).
- Oh, the Things I Know! A Guide to Success, or Failing That, Happiness. Plume Books, 2003, ISBN 0-452-28450-3.
- Lies and the Lying Liars Who Tell Them: A Fair and Balanced Look at the Right. 2003, ISBN 0-452-28521-6, deutsche Ausgabe: „Kapitale Lügner“ (ISBN 3-570-50054-3).
- The Truth (With Jokes). Dutton Books, 2005, ISBN 0-525-94906-2.
- Al Franken: Giant of the Senate. Twelve Books, 2017, ISBN 9781455540419.